# 土泽站
土泽站（日语：／ Tsuchizawa eki */?）位于岩手县花卷市東和町土泽，是东日本旅客铁道（JR東日本）管辖的釜石线上的鐵路車站。
在宫泽贤治的童话银河铁道之夜中，此站是故事发生的始发站。

## 历史
- 1913年10月25日 - 作为岩手轻便铁道终点站投入运营[3]。
- 1914年4月16日 - 晴山站开业，成为中间站。
- 1936年8月1日 - 岩手轻便铁道国有化，成为国铁釜石线车站[4]。
- 1943年9月20日 - 轨距改为1,067mm[4]。
- 1944年10月11日 - 随着釜石东线开业，线路名改为釜石西线[4]。
- 1950年10月10日 - 国铁釜石线全部贯通，在此成为釜石线车站[4]。
- 1971年10月1日 - 停止办理货运业务。
- 1972年11月1日 - 无人化。
- 1987年4月1日 - 国铁分割民营化后成为JR东日本车站。
- 1990年11月14日 - 特急陆中3号在本站因故障停车，原因是忘记加油导致油量耗尽。
- 1993年10月1日 - 车站无人化，归属花卷站管辖。
- 2013年4月1日 - 业务委托化。
- 2017年4月1日 - 随着花卷站业务委托化，北上站管辖。
- 2018年10月1日 - 无人化。

## 车站结构
侧式站台2台2线的地上车站，可以办理列车会让。站台间通过站内道口连接。
北上站管理的无人站。

### 站台配置
| 站台 | 路线    | 方向 | 目的地         |
| ---- | ------- | ---- | -------------- |
| 1    | ■釜石线 | 下行 | 远野、釜石方向 |
| 2    | ■釜石线 | 上行 | 花卷方向       |

## 使用情况
JR東日本2000年度 - 2017年度1日平均乗车人数变化如下。
| 乗車人数变化 | 乗車人数变化     | 乗車人数变化  |
| 年度         | 1日平均 乘车人数 | 参考          |
| ------------ | ---------------- | ------------- |
| 2000年       | 256              | [ 客流量 1 ]  |
| 2001年       | 253              | [ 客流量 2 ]  |
| 2002年       | 256              | [ 客流量 3 ]  |
| 2003年       | 240              | [ 客流量 4 ]  |
| 2004年       | 231              | [ 客流量 5 ]  |
| 2005年       | 223              | [ 客流量 6 ]  |
| 2006年       | 200              | [ 客流量 7 ]  |
| 2007年       | 231              | [ 客流量 8 ]  |
| 2008年       | 202              | [ 客流量 9 ]  |
| 2009年       | 185              | [ 客流量 10 ] |
| 2010年       | 154              | [ 客流量 11 ] |
| 2011年       | 167              | [ 客流量 12 ] |
| 2012年       | 183              | [ 客流量 13 ] |
| 2013年       | 181              | [ 客流量 14 ] |
| 2014年       | 185              | [ 客流量 15 ] |
| 2015年       | 188              | [ 客流量 16 ] |
| 2016年       | 181              | [ 客流量 17 ] |
| 2017年       | 168              | [ 客流量 18 ] |

## 其他
- 世界语站名：Brila Rivero（闪亮的河）。

## 相鄰車站
東日本旅客鐵道（JR東日本）
临时快速SL银河停车站
□快速「濱百合」
新花卷 - 土泽 - 宫守
■普通
小山田－土泽－晴山

### 使用情况
1. ↑  . 東日本旅客鉄道.   [2018-03-09]. （原始内容存档于2018-02-13）.
2. ↑  . 東日本旅客鉄道.   [2018-03-09]. （原始内容存档于2019-04-02）.
3. ↑  . 東日本旅客鉄道.   [2018-03-09]. （原始内容存档于2019-04-02）.
4. ↑  . 東日本旅客鉄道.   [2018-03-09]. （原始内容存档于2019-04-02）.
5. ↑  . 東日本旅客鉄道.   [2018-03-09]. （原始内容存档于2019-04-02）.
6. ↑  . 東日本旅客鉄道.   [2018-03-09]. （原始内容存档于2017-08-08）.
7. ↑  . 東日本旅客鉄道.   [2018-03-09]. （原始内容存档于2019-03-27）.
8. ↑  . 東日本旅客鉄道.   [2018-03-09]. （原始内容存档于2017-08-08）.
9. ↑  . 東日本旅客鉄道.   [2018-03-09]. （原始内容存档于2019-04-02）.
10. ↑  . 東日本旅客鉄道.   [2018-03-09]. （原始内容存档于2019-04-02）.
11. ↑  . 東日本旅客鉄道.   [2018-03-09]. （原始内容存档于2016-03-27）.
12. ↑  . 東日本旅客鉄道.   [2018-03-09]. （原始内容存档于2019-04-02）.
13. ↑  . 東日本旅客鉄道.   [2018-03-09]. （原始内容存档于2019-03-27）.
14. ↑  . 東日本旅客鉄道.   [2018-03-09]. （原始内容存档于2019-03-06）.
15. ↑  . 東日本旅客鉄道.   [2018-03-09]. （原始内容存档于2019-03-06）.
16. ↑  . 東日本旅客鉄道.   [2018-03-09]. （原始内容存档于2019-03-23）.
17. ↑  . 東日本旅客鉄道.   [2018-03-09]. （原始内容存档于2019-02-14）.
18. ↑  . 東日本旅客鉄道.   [2019-02-13]. （原始内容存档于2019-03-25）.